# Эмпо
Эмпо или Энхо (яп. 延宝 эмпо:, продолжительное богатство) — девиз правления (нэнго) японского императора Рэйгэна, использовавшийся с 1673 по 1681 год.

## Продолжительность
Начало и конец эры:
- 21-й день 9-й луны 13-го года Камбун (по григорианскому календарю — 30 октября 1673).
- 29-й день 9-й луны 9-го года Эмпо (по григорианскому календарю — 9 ноября 1681).

## Происхождение
Название нэнго было заимствовано из 14-го цзюаня древнекитайского сочинения Книга Суй:「分四序、綴三光、延宝祚、渺無疆」.

## События
- 1673 год (1-й год Эмпо) — пожар в Хэйан-кё[8];
- 10 мая 1674 год (5-й день 4-й луны 2-го года Эмпо) — скончался основатель секты Обаку монах Ингэн Рюки в основанном им храме Мампуку-дзи в Удзи близ Хэйан-кё[8];
- 1675 год (3-й год Эмпо) — на Бонинские острова, открытые японцами в 10-й год Камбун, сёгунат отправил исследователей; новые земли были объявлены территорией Японии[9];
- 7 апреля 1680 года (8-й день 3-й луны 8-го года Эмпо) — скончался сёгун Токугава Иэцуна; его место занял Токугава Цунаёси[8];
- 1681 год (9-й год Эмпо) — по личному распоряжению матери пятого сёгуна Цунаёси был построен храм Гококу[10];

## Сравнительная таблица
Ниже представлена таблица соответствия японского традиционного и европейского летосчисления. В скобках к номеру года японской эры указано название соответствующего года из 60-летнего цикла китайской системы гань-чжи. Японские месяцы традиционно названы лунами.
| 1-й год Эмпо (Водяной Бык)            | 1-я луна        | 2-я луна*  | 3-я луна  | 4-я луна* | 5-я луна*               | 6-я луна* | 7-я луна   | 8-я луна*   | 9-я луна              | 10-я луна* | 11-я луна  | 12-я луна      |                          |
| ------------------------------------- | --------------- | ---------- | --------- | --------- | ----------------------- | --------- | ---------- | ----------- | --------------------- | ---------- | ---------- | -------------- | ------------------------ |
| Григорианский календарь               | 17 февраля 1673 | 19 марта   | 17 апреля | 17 мая    | 15 июня                 | 14 июля   | 12 августа | 11 сентября | 10 октября            | 9 ноября   | 8 декабря  | 7 января 1674  |                          |
| Юлианский календарь                   | 7 февраля 1673  | 9 марта    | 7 апреля  | 7 мая     | 5 июня                  | 4 июля    | 2 августа  | 1 сентября  | 30 сентября           | 30 октября | 28 ноября  | 28 декабря     |                          |
| 2-й год Эмпо (Деревянный Тигр)        | 1-я луна        | 2-я луна*  | 3-я луна  | 4-я луна* | 5-я луна                | 6-я луна* | 7-я луна*  | 8-я луна    | 9-я луна*             | 10-я луна  | 11-я луна* | 12-я луна      |                          |
| Григорианский календарь               | 6 февраля 1674  | 8 марта    | 6 апреля  | 6 мая     | 4 июня                  | 4 июля    | 2 августа  | 31 августа  | 30 сентября           | 29 октября | 28 ноября  | 27 декабря     |                          |
| Юлианский календарь                   | 27 января 1674  | 26 февраля | 27 марта  | 26 апреля | 25 мая                  | 24 июня   | 23 июля    | 21 августа  | 20 сентября           | 19 октября | 18 ноября  | 17 декабря     |                          |
| 3-й год Эмпо (Деревянный Кролик)      | 1-я луна        | 2-я луна*  | 3-я луна  | 4-я луна  | 4-я луна (високосная) * | 5-я луна  | 6-я луна*  | 7-я луна    | 8-я луна*             | 9-я луна*  | 10-я луна  | 11-я луна*     | 12-я луна                |
| Григорианский календарь               | 26 января 1675  | 25 февраля | 26 марта  | 25 апреля | 25 мая                  | 23 июня   | 23 июля    | 21 августа  | 20 сентября           | 19 октября | 17 ноября  | 17 декабря     | 15 января 1676           |
| Юлианский календарь                   | 16 января 1675  | 15 февраля | 16 марта  | 15 апреля | 15 мая                  | 13 июня   | 13 июля    | 11 августа  | 10 сентября           | 9 октября  | 7 ноября   | 7 декабря      | 5 января 1676            |
| 4-й год Эмпо (Огненный Дракон)        | 1-я луна        | 2-я луна*  | 3-я луна  | 4-я луна  | 5-я луна*               | 6-я луна  | 7-я луна*  | 8-я луна    | 9-я луна*             | 10-я луна* | 11-я луна  | 12-я луна*     |                          |
| Григорианский календарь               | 14 февраля 1676 | 15 марта   | 13 апреля | 13 мая    | 12 июня                 | 11 июля   | 10 августа | 8 сентября  | 8 октября             | 6 ноября   | 5 декабря  | 4 января 1677  |                          |
| Юлианский календарь                   | 4 февраля 1676  | 5 марта    | 3 апреля  | 3 мая     | 2 июня                  | 1 июля    | 31 июля    | 29 августа  | 28 сентября           | 27 октября | 25 ноября  | 25 декабря     |                          |
| 5-й год Эмпо (Огненная Змея)          | 1-я луна        | 2-я луна*  | 3-я луна  | 4-я луна  | 5-я луна*               | 6-я луна  | 7-я луна*  | 8-я луна    | 9-я луна              | 10-я луна* | 11-я луна  | 12-я луна*     | 12-я луна (високосная) * |
| Григорианский календарь               | 2 февраля 1677  | 4 марта    | 2 апреля  | 2 мая     | 1 июня                  | 30 июня   | 30 июля    | 28 августа  | 27 сентября           | 27 октября | 25 ноября  | 25 декабря     | 23 января 1678           |
| Юлианский календарь                   | 23 января 1677  | 22 февраля | 23 марта  | 22 апреля | 22 мая                  | 20 июня   | 20 июля    | 18 августа  | 17 сентября           | 17 октября | 15 ноября  | 15 декабря     | 13 января 1678           |
| 6-й год Эмпо (Земляная Лошадь)        | 1-я луна        | 2-я луна*  | 3-я луна  | 4-я луна* | 5-я луна                | 6-я луна* | 7-я луна   | 8-я луна    | 9-я луна*             | 10-я луна  | 11-я луна  | 12-я луна*     |                          |
| Григорианский календарь               | 21 февраля 1678 | 23 марта   | 21 апреля | 21 мая    | 19 июня                 | 19 июля   | 17 августа | 16 сентября | 16 октября            | 14 ноября  | 14 декабря | 13 января 1679 |                          |
| Юлианский календарь                   | 11 февраля 1678 | 13 марта   | 11 апреля | 11 мая    | 9 июня                  | 9 июля    | 7 августа  | 6 сентября  | 6 октября             | 4 ноября   | 4 декабря  | 3 января 1679  |                          |
| 7-й год Эмпо (Земляная Коза)          | 1-я луна*       | 2-я луна   | 3-я луна* | 4-я луна  | 5-я луна*               | 6-я луна  | 7-я луна*  | 8-я луна    | 9-я луна              | 10-я луна* | 11-я луна  | 12-я луна      |                          |
| Григорианский календарь               | 11 февраля 1679 | 12 марта   | 11 апреля | 10 мая    | 9 июня                  | 8 июля    | 7 августа  | 5 сентября  | 5 октября             | 4 ноября   | 3 декабря  | 2 января 1680  |                          |
| Юлианский календарь                   | 1 февраля 1679  | 2 марта    | 1 апреля  | 30 апреля | 30 мая                  | 28 июня   | 28 июля    | 26 августа  | 25 сентября           | 25 октября | 23 ноября  | 23 декабря     |                          |
| 8-й год Эмпо (Металлическая Обезьяна) | 1-я луна*       | 2-я луна   | 3-я луна* | 4-я луна* | 5-я луна*               | 6-я луна  | 7-я луна*  | 8-я луна    | 8-я луна (високосная) | 9-я луна*  | 10-я луна  | 11-я луна      | 12-я луна                |
| Григорианский календарь               | 1 февраля 1680  | 1 марта    | 31 марта  | 29 апреля | 28 мая                  | 26 июня   | 26 июля    | 24 августа  | 23 сентября           | 23 октября | 21 ноября  | 21 декабря     | 20 января 1681           |
| Юлианский календарь                   | 22 января 1680  | 20 февраля | 21 марта  | 19 апреля | 18 мая                  | 16 июня   | 16 июля    | 14 августа  | 13 сентября           | 13 октября | 11 ноября  | 11 декабря     | 10 января 1681           |
| 9-й год Эмпо (Металлический Петух)    | 1-я луна*       | 2-я луна   | 3-я луна* | 4-я луна* | 5-я луна*               | 6-я луна  | 7-я луна*  | 8-я луна    | 9-я луна*             | 10-я луна  | 11-я луна  | 12-я луна      |                          |
| Григорианский календарь               | 19 февраля 1681 | 20 марта   | 19 апреля | 18 мая    | 16 июня                 | 15 июля   | 14 августа | 12 сентября | 12 октября            | 10 ноября  | 10 декабря | 9 января 1682  |                          |
| Юлианский календарь                   | 9 февраля 1681  | 10 марта   | 9 апреля  | 8 мая     | 6 июня                  | 5 июля    | 4 августа  | 2 сентября  | 2 октября             | 31 октября | 30 ноября  | 30 декабря     |                          |

* звёздочкой отмечены короткие месяцы (луны) продолжительностью 29 дней. Остальные месяцы длятся 30 дней.